# Anton Stadler
Anton Stadler (Bruck an der Leitha, 28 de junio de 1753-Viena, 15 de junio de 1812) fue un clarinetista e intérprete del corno di bassetto austríaco, gran amigo de Wolfgang Amadeus Mozart. Mozart escribió para él tanto su Quinteto para clarinete como su Concierto para Clarinete. 

## Biografía
Stadler fue muy conocido en su época por ser un virtuoso del corno di bassetto en el que matizaba notablemente el registro grave. Un crítico contemporáneo de Viena escribió refiriéndose a Stadler: "Yo jamás habría pensado que un clarinete pudiese imitar la voz humana de una forma tan perfecta como usted lo acaba de hacer. Su instrumento es tan suave, y tiene un sonido tan delicado que nadie que tenga corazón puede resistirse". 
Stadler tocó en la orquesta de Viena con su hermano Johann, también clarinetista. A Anton se la ocurrió añadir una prolongación al clarinete, consiguiendo clarinetes en la y en si bemol, lo que le llevó a colaborar con el constructor de clarinetes Theodore Lotz. El resultado fue la creación del clarinete di basseto, que en la actualidad no se usa prácticamente más que para la ejecución del Concierto y el Quinteto para clarinete de Mozart en su versión original.

### Relación con Mozart
La relación de Stadler con Mozart no es tan conocida en el plano personal como lo es en el profesional. Todavía no se sabe con certeza si se conocían antes de la entrada de Mozart en la masonería. Ambos accedieron a la misma logia masónica al mismo tiempo. Mozart apreciaba mucho el talento de Stadler y compuso para él algunas obras teniendo en cuenta las peculiaridades de su clarinete di bassetto.
Tras la muerte del compositor Constanze, la esposa de Mozart, le explicó a un editor que, si andaba tras ciertos manuscritos de su marido, «se pusiese en contacto con el clarinetista Stadler. Él posee, entre otras cosas, copias de trios inéditos para corno di bassetto.»